# Municipi de Copenhaguen
El municipi de Copenhaguen (København en danès) és un municipi danès situat al nord-est de l'illa de Sjælland, i ocupant també el nord de l'illa d'Amager, que correspon a la ciutat de Copenhaguen, capital de Dinamarca i principal ciutat del país per població. Abasta una superfície de 88 km² que no van ser alterats per la Reforma Municipal Danesa del 2007, però a causa d'aquesta reforma va passar a formar part de la Regió de Hovedstaden. El municipi de Frederiksberg es troba totalment envoltat pel territori del municipi.
El municipi està dividit en 15 districtes:
- Indre By
- Christianshavn
- Indre Østerbro
- Ydre Østerbro
- Indre Nørrebro
- Ydre Nørrebro
- Vesterbro
- Kongens Enghave
- Valby
- Vanløse
- Brønshøj-Husum
- Bispebjerg
- Sundbyøster
- Sundbyvester
- Vestamager

## Consell municipal
Resultats de les eleccions del 18 de novembre del 2009:
| Partit                             | vots  | % vots |
| ---------------------------------- | ----- | ------ |
| Socialdemokratiet                  | 68707 | 29.9   |
| Det Radikale Venstre               | 19424 | 8.5    |
| Det Konservative Folkeparti        | 16163 | 7.0    |
| Demokratisk Fællesskab             | 1260  | 0.5    |
| Retsforbundet                      | 210   | 0.1    |
| Socialistisk Folkeparti            | 50966 | 22.2   |
| Velfærdslisten                     | 70    | 0.0    |
| Indkøbslisten                      | 37    | 0.0    |
| Liberal Alliance                   | 2024  | 0.9    |
| Hampepartiet                       | 621   | 0.3    |
| Kommunisterne                      | 481   | 0.2    |
| Gratis Lykke                       | 71    | 0.0    |
| Michael Bagge Kuehn                | 184   | 0.1    |
| Nihilistisk Folkeparti             | 1012  | 0.4    |
| Dansk Folkeparti                   | 17700 | 7.7    |
| Pærepartiet                        | 66    | 0.0    |
| Christianshavnerlisten             | 107   | 0.0    |
| Borgerligt Centrum                 | 91    | 0.0    |
| Schiller Instituttets Venner       | 83    | 0.0    |
| Bydelslisten ´09                   | 541   | 0.2    |
| Venstre                            | 21504 | 9.4    |
| Den Lille Mand                     | 102   | 0.0    |
| Fremskridtspartiet                 | 504   | 0.2    |
| Kærlighedspartiet                  | 407   | 0.2    |
| Enhedslisten - De Rød-Grønne       | 25016 | 10.9   |
| Christiania Listen                 | 2050  | 0.9    |
| Cykel Logisk Institut              | 219   | 0.1    |
| Gordon eller Kaos Lib.socialistern | 62    | 0.0    |
| Sunshine Partiet                   | 67    | 0.0    |

### Alcaldes
| Alcalde          | Període               | Partit            |
| ---------------- | --------------------- | ----------------- |
| Ritt Bjerregaard | 1-1-2007 a 31-12-2009 | Socialdemokratiet |
| Frank Jensen     | 1-1-2010 a 31-12-2013 | Socialdemokratiet |